# شریف‌آباد (جیرفت)
شریف‌آباد روستایی در دهستان حسین‌آباد بخش اسماعیلی شهرستان جیرفت استان کرمان ایران است.

## جمعیت
بر پایه سرشماری عمومی نفوس و مسکن در سال ۱۳۹۵ جمعیت این مکان ۷۱۷ نفر (۱۹۹خانوار) بوده‌است.